# Torres El Mirador de Puerto Madero
Torres El Mirador de Puerto Madero es un conjunto de edificios compuesto por tres torres de 24 pisos cada una que están unidas, con una superficie cubierta de 32.000 m² que se compone de dos subsuelos de cocheras, planta baja y 24 pisos con 168 departamentos de vivienda.
Torre viviendas de 25 pisos, con un total de 170 departamentos, 200 cocheras, piscina climatizada, solárium, gimnasio, saunas, jaula de golf, parque de 3.000m², salón de usos múltiples, juegos para chicos, microcine, laundry.  Construida por CAPUTO S.A.